# The Omaha Trail
The Omaha Trail è un film western statunitense del 1942 diretto da Edward Buzzell e da Edward L. Cahn (non accreditato).

## Produzione
Il film, diretto da Edward Buzzell e da Edward L. Cahn (non accreditato) su una sceneggiatura di Jesse Lasky Jr. e Hugo Butler e un soggetto dello stesso Lasky, fu prodotto dalla Metro-Goldwyn-Mayer e girato a Chatsworth (Los Angeles) e a Sonora, in California dal 14 maggio al 25 giugno 1942.

## Distribuzione
Il film fu distribuito negli Stati Uniti nel settembre del 1942 dalla Metro-Goldwyn-Mayer e dalla Comet Video per l'home video. È stato distribuito anche in Giappone dal 26 settembre 1950.